# Mamula (film)
Mamula – serbsko-czarnogórski film grozy z 2014 roku.

## Treść[1]
Dwie Amerykanki Kelly i Lucy przyjeżdżają do Czarnogóry w odwiedziny do mieszkającego tam kolegi ze studiów. Wraz z gospodarzem i jego narzeczoną wybierają się motorówką na wycieczkę po Adriatyku. Okazuje się, że w okolicach pobliskiej wyspy Mamula czyha na nich krwiożercza syrena.

## Obsada
- Kristina Klib - Keli
- Natali Bern - Lucy
- Slobodan Stefanović - Aleks
- Dragan Mićanović - Boban
- Miodrag Krstović - strażnik
- Janko Cekić - Sergej
- Jelena Rakočević - Ana
- Sofija Rajović - Jasmina
- Zorana Kostić Obradović - syrena
- Franko Nero - Niko